# Зеркала (фильм, 2008)
«Зеркала» (англ. Mirrors) — американский фильм ужасов о сверхъестественном 2008 года режиссёра Александра Ажа с Кифером Сазерлендом, Полой Паттон и Эми Смарт в главных ролях. Сначала фильм назывался Into the Mirror, но позже название было изменено на «Зеркала». Съёмки начались 1 мая 2007 года, фильм вышел 15 августа 2008 года в США и 21 августа в России.

## Сюжет
Фильм повествует о бывшем полицейском Бене Карсоне, которого уволили за убийство другого сотрудника. Это сделало его агрессивным и побудило в нём тягу к алкоголю. Жена и дети отдалились от него, а сам он вынужден жить в квартире своей сестры. Потеряв надежду вернуться к прежней жизни, бывший служитель закона устраивается на работу ночным сторожем выгоревших руин универмага Mayflower. В былые времена этот магазин был символом роскоши, в нём всегда было много людей. После пожара здесь практически не осталось ничего целого, однако по всему универмагу осталось стоять, сидеть, лежать множество манекенов, присутствие которых как будто оживляет обстановку. Карсон начинает свой обход и замечает, что огромные зеркала этого магазина совершенно чистые, как будто их тщательно моют ежедневно, а то и чаще. Хотя здесь нет никого и ничего, кроме сторожа и пыли. Он начинает не только видеть в зеркалах ужасные вещи (мучения посетителей универмага, заживо сгоревших при пожаре), но и ощущать их. Сестра Бена уговаривает его уволиться с работы. Бен соглашается, и зеркала убивают его сестру. Он пытается выяснить, почему умер бывший сторож, и в тот же день получает посылку от своего предшественника, который отправил её незадолго до смерти.
Бен в отчаянии пытается выяснить, что зеркалам от него надо. Выясняется, что им нужен некто по фамилии Эссекер. С помощью друга-бывшего сослуживца Бен ищет Эссекера. Однажды во время ночного обхода он выясняет, что Mayflower был построен на месте закрытой психиатрической клиники. Вскоре он узнаёт о бывшей пациентке Анне Эссекер. Бен отправляется в штат Пенсильвания на поиски Анны. От её брата он узнаёт, что пожилая женщина живёт в монастыре, где зеркала запрещены. Когда в 1952 году Анна выписалась из больницы, «что-то» в отражении стало преследовать её. Сама Анна рассказывает Бену, что, когда она была в больнице, доктор привязывал её к стулу и заставлял часами (а то и днями) смотреть в зеркала. Человека, больного шизофренией, таким методом вылечить просто невозможно, но у Анны была не шизофрения. Внутри неё сидел демон, который вошёл в зеркала. Он и убивал людей. А теперь ему нужна Анна, чтобы снова вернуться в наш мир. В то время, как Бен разговаривал с Анной, демон пришёл за его семьёй… Бен уговаривает Анну вернуться в ту комнату, где доктор «лечил» её.
В конце фильма, когда Анна больше не в состоянии держать глаза закрытыми, демон вырывается наружу, убивая Анну осколками зеркал. Анны уже нет, а израненное тело становится оболочкой для вырвавшегося чудовища. В результате продолжительной борьбы Бену удаётся устроить взрыв газа, и демон загорается. Происходит обвал, и Бен бежит к выходу. Нападение на Эми, Майкла и Дэйзи прекратилось, они в безопасности. Бен выбирается из-под завала и выходит из универмага. На улице много людей, но они не видят Бена. А Бен замечает, что все слова написаны зеркально, шрам на правой ладони, а не на левой, и сам он не отражается в зеркальной поверхности. Он осознаёт, что находится в другой реальности — Зазеркалье. Он прикасается к витринному стеклу, а в реальном мире на этом же стекле с обратной стороны виден отпечаток его ладони — так же, как в начале фильма, когда Бен обнаружил на зеркале в универмаге множество отпечатков ладоней, оставленных изнутри.

## История создания
Первоначально сценарий фильма был написан как вольный ремейк южнокорейского фильма ужасов «Зазеркалье». Однако, как только Ажа был привлечён на пост режиссёра и прочитал сценарий, он был недоволен подробностями сюжета оригинального фильма. Он решил сохранить основную идею оригинального фильма с использованием зеркал и включить несколько его сцен, но в остальном создал новый сюжет и сценарий для своей версии фильма. Продолжение под названием «Зеркала 2» было выпущено в 2010 году.

## В ролях
- Кифер Сазерленд — Бен Карсон
- Пола Паттон — Эми Карсон
- Кэмерон Бойс — Майкл Карсон
- Эрика Глюк — Дэйзи Карсон
- Эми Смарт — Анджела Карсон
- Мэри Бет Пейл — Анна Эссекер
- Джон Шрэпнел — Лоренцо Сапелли
- Джейсон Флеминг — Лэрри Бёрни
- Адина Рапитеану — Анна Эссекер в детстве
- Эзра Баззингтон — Терренс Бэрри